# Пума (сленг)

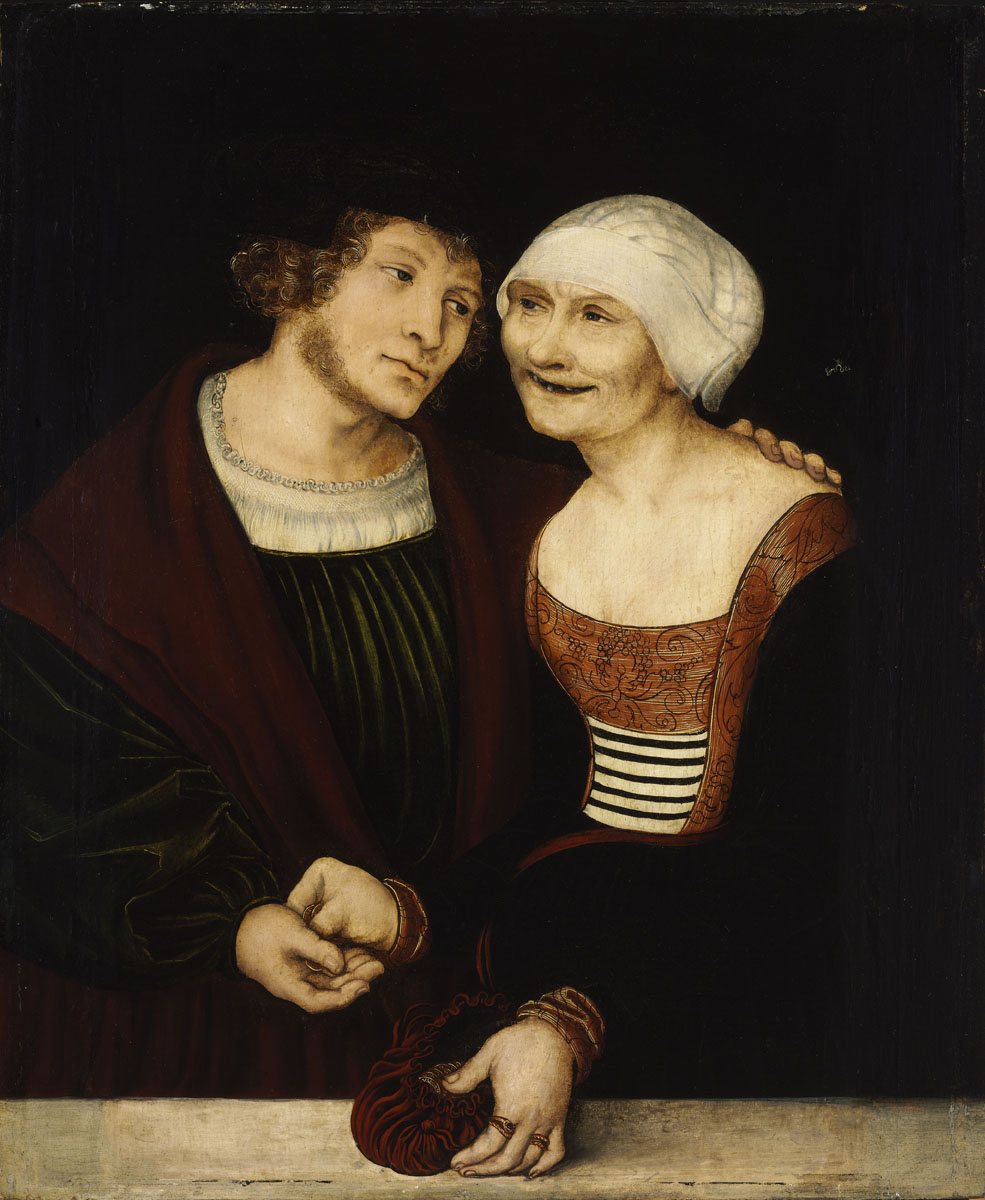
«Старуха и юноша», Лукас Кранах, 1520—1522

Пу́ма (англ. Cougar) — сленговое название женщины, которая ищет романтических или сексуальных отношений со значительно более молодым мужчиной.

## Общие сведения
Происхождение жаргонного слова пума точно не установлено, но считается, что оно возникло в Западной Канаде и впервые было употреблено на канадском сайте знакомств cougardate.com в 1999 году. Также существует версия, что это слово «возникло в Ванкувере (Британская Колумбия) как пейоратив для пожилых женщин, которые ходили в бары и возвращались домой с тем, кто оставался в конце ночи».
Термин пума обычно применяется к женщинам среднего возраста (обычно старше 40 лет), которые вступают в романтические или сексуальные отношения с мужчинами (юношами) более чем на десять лет моложе себя.
«Пума» в своих отношениях с юношей не стремится к продолжению рода, на первый план выводится личное удовольствие, так как к своему возрасту она уже, как правило, побывала замужем (и не один раз) и может иметь двух-трёх взрослых детей.
Британское психологическое исследование 2010 года, опубликованное в журнале Evolution and Human Behavior, утверждает, что мужчины и женщины, в целом, продолжают следовать традиционным гендерным ролям при поиске партнёров, и, таким образом, пришли к выводу, что предполагаемого «феномена пумы» не существует, или, точнее, существует, но встречается редко. Исследование показало, что большинство мужчин предпочитают молодых, физически привлекательных женщин, в то время как большинство женщин любого возраста предпочитают успешных, состоявшихся мужчин своего возраста или старше. Исследование выявило очень мало случаев, когда пожилые женщины стремились вступить в отношения с гораздо более молодыми мужчинами, и наоборот. Впрочем, эта работа подверглась критике, так как выборка была ограничена профилями пользователей на сайтах онлайн-знакомств; а те, кто ищет пожилых или молодых партнёров (с большой разницей в возрасте относительно себя), обычно используют другие способы.
В настоящее время «пумами» нередко называют таких медиа-звёзд как Мадонна (род. 1958), Сэм Тейлор-Джонсон (род. 1967), Деми Мур (род. 1962), Хэлли Берри (род. 1966), Дженнифер Энистон (род. 1969), Кортни Кокс (род. 1964), Мэрайа Кэри (род. 1969), Алла Пугачёва (род. 1949), Надежда Бабкина (род. 1950), Раза фон Вердер (род. 1945; писательница, бывшая стриптизёрша, культуристка, фотограф, евангелистка и основательница церкви; она считает, что её миссия заключается в расширении прав и возможностей женщин и восстановлении поклонения Богу как Матери). Другие источники подмечают, что тенденция влиятельных взрослых женщин встречаться с более молодыми мужчинами уходит корнями гораздо глубже в историю, перечисляя такие имена как Клеопатра (I в. до н. э.), Елизавета I (1533—1603) и Екатерина II (1729—1796).

## В массовой культуре
- В мыльной опере «Дни нашей жизни» (1965 — н. в.) присутствует персонаж Ева Донован, эта женщина неоднократно занималась сексом с гораздо более молодым Джей Джей Деверо[17][18].
- В 1967 году в США вышел на экраны художественный фильм «Выпускник». В нём замужняя зрелая женщина сексуально преследует 21-летнего молодого человека. Фильм, вышедший сразу после отмены Кодекса Хейса, имел огромный успех у молодёжной публики, и подтолкнул Голливуд к исследованию прежде табуированных тем и ускорил наступление эпохи Нового Голливуда.
- В 1998—2004 годах транслировался телесериал «Секс в большом городе». Одна из его главных героинь, Саманта Джонс, является типичной «пумой»[19].
- В 2007 году в США вышел на экраны художественный фильм «Кошачий клуб[англ.]» (англ. Cougar Club). По сюжету, двое выпускников колледжа, адвокаты-стажёры, придумывают план, как им заработать денег — заниматься сексом с «пумами»[4].
- В 2009 году телеканал TV Land запустил реалити-шоу «Пума» (англ. The Cougar). По сюжету, женщина лет 40-50 выбирает себе бойфренда из группы, состоящей из двадцати молодых мужчин[4]. Шоу продержалось в эфире полтора месяца, вышло восемь эпизодов.
- С 2009 по 2015 года транслировался телесериал «Город хищниц» (англ. Cougar Town). В нём главная героиня, одинокая женщина, после развода пытается снова ощутить вкус любви.